# Corinna (aranha)
Corina sp é uma espécie de aranha araneomorfa, com ampla distribuição geográfica, de maior frequência em regiões tropicais da América do Sul.

## Morfologia
Sua morfologia apresenta como principal característica o corpo de cor preta e pernas marrom ou vermelhas, tendo de 2 a 3 cm de comprimento quando adulta.

## Peçonha
A peçonha da Corinna sp não tem efeitos significativos no metabolismo humano, exceto em casos de alergia específica.

## Taxonomia Superior
A família Corinnidae inclui as seguintes subfamílias e gêneros:
- Castianerinae
  - Aetius O. P.-Cambridge, 1896
  - Apochinomma Pavesi, 1881
  - Cambalida Simon, 1910
  - Castanilla Caporiacco, 1936
  - Castianeira Keyserling, 1879
  - Castoponera Deeleman-Reinhold, 2001
  - Coenoptychus Simon, 1885
  - Copa Simon, 1885
  - Corinnomma Karsch, 1880
  - Echinax Deeleman-Reinhold, 2001
  - Graptartia Simon, 1896
  - Humua Ono, 1987
  - Mazax O. P.-Cambridge, 1898
  - Medmassa Simon, 1887
  - Merenius Simon, 1910
  - Messapus Simon, 1898
  - Myrmecium Latreille, 1824
  - Myrmecotypus O. P.-Cambridge, 1894
  - Poecilipta Simon, 1896
  - Pranburia Deeleman-Reinhold, 1993
  - Psellocoptus Simon, 1896
  - Serendib Deeleman-Reinhold, 2001
  - Sphecotypus O. P.-Cambridge, 1895
  - Supunna Simon, 1897
- Corinninae
  - Abapeba Bonaldo, 2000
  - Attacobius Mello-Leitão, 1925
  - Austrophaea Lawrence, 1952
  - Corinna C. L. Koch, 1841
  - Creugas Thorell, 1878
  - Ecitocobius Bonaldo & Brescovit, 1998
  - Erendira Bonaldo, 2000
  - Falconina Brignoli, 1985
  - Lessertina Lawrence, 1942
  - Mandaneta Strand, 1932
  - Megalostrata Karsch, 1880
  - Methesis Simon, 1896
  - Oedignatha Thorell, 1881
  - Parachemmis Chickering, 1937
  - Paradiestus Mello-Leitão, 1915
  - Procopius Thorell, 1899
  - Pseudocorinna Simon, 1910
  - Septentrinna Bonaldo, 2000
  - Simonestus Bonaldo, 2000
  - Stethorrhagus Simon, 1896
  - Tapixaua Bonaldo, 2000
  - Tupirinna Bonaldo, 2000
  - Xeropigo O. P.-Cambridge, 1882
- Phrurolithinae
  - Ablator Petrunkevitch, 1942 † (fóssil, Oligoceno)
  - "Ablator" lanatus (Petrunkevitch, 1958) †
  - "Ablator" triguttatus (Koch & Berendt, 1854) †
  - Drassinella Banks, 1904
  - Hortipes Bosselaers & Ledoux, 1998
  - Liophrurillus Wunderlich, 1992
  - Orthobula Simon, 1897
  - Phonotimpus Gertsch & Davis, 1940
  - Phrurolinillus Wunderlich, 1995
  - Phrurolithus C. L. Koch, 1839 (69 espécies recentes)
  - Phrurolithus extinctus Petrunkevitch, 1958 †
  - Phrurolithus fossilis Petrunkevitch, 1958 †
  - Phrurolithus ipseni Petrunkevitch, 1958 †
  - Phruronellus Chamberlin, 1921
  - Phrurotimpus Chamberlin & Ivie, 1935
  - Piabuna Chamberlin & Ivie, 1933
  - Scotinella Banks, 1911
- Trachelinae
  - Austrachelas Lawrence, 1938
  - Brachyphaea Simon, 1895
  - Cetonana Strand, 1929
  - Meriola Banks, 1895
  - Paccius Simon, 1897
  - Pronophaea Simon, 1897
  - Pseudoceto Mello-Leitão, 1929
  - Spinotrachelas Haddad, 2006 (1 sp., África do Sul)
  - Trachelas L. Koch, 1872
  - Trachelopachys Simon, 1897
  - Utivarachna Kishida, 1940
- incertae sedis
  - Arushina Caporiacco, 1947
  - Cycais Thorell, 1877
  - Ianduba Bonaldo, 1997
  - Koppe Deeleman-Reinhold, 2001
  - Olbus Simon, 1880
  - Otacilia Thorell, 1897
  - Scorteccia Caporiacco, 1936
  - Thysanina Simon, 1910